# СК-4 (літак)
СК-4 (Сергій Корольов - четвертий) - експериментальний літак конструкції С. П. Корольова .

## Конструкція

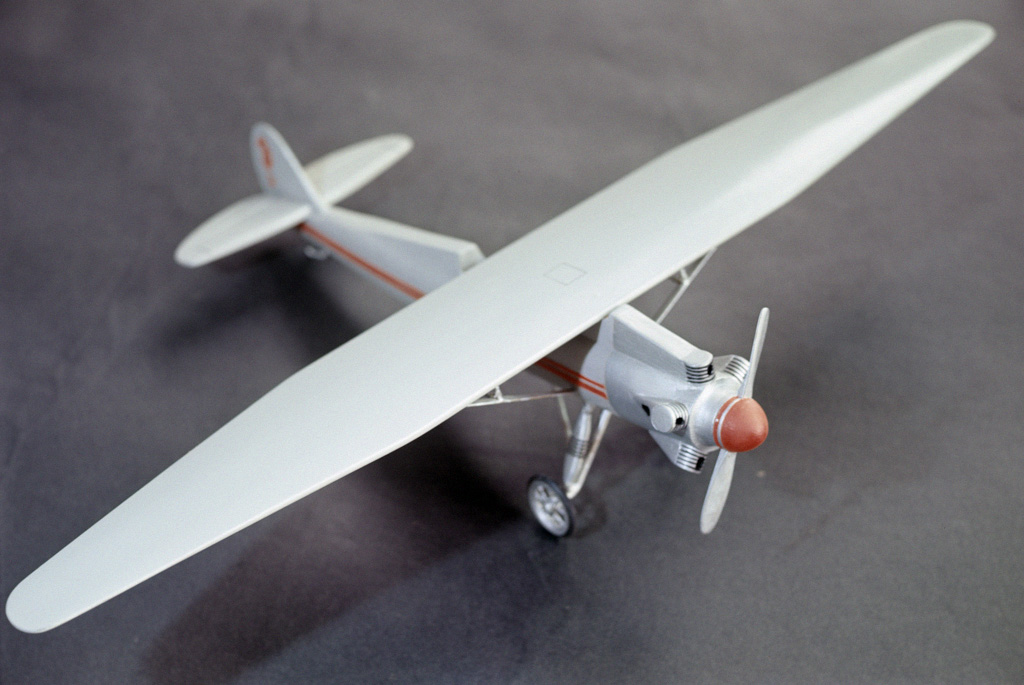
Масштабна модель СК-4

Літак відрізнявся крилом великого подовження, що зовні нагадує крило планера . Головною метою конструктора було досягти високої вагової віддачі та великої тривалості польоту за максимальної простоти конструкції. Випробування, які проходили в 1930 році на Центральному аеродромі в Москві, показали добрі результати. Літак міг здійснювати безпосадковий політ упродовж 12 годин. Перший політ та випробування проводив льотчик-випробувач Д. А. Кошиць .
Літак був двомісний підкісний високоплан дерев'яної конструкції з полотняною обшивкою, дволонжеронним крилом великого подовження (подовження 8,17). Стійки та підкоси були виконані із сталевих та алюмінієвих труб. Двигун мав потужність 60 л. с.

## Основні характеристики
- Екіпаж: 2 особи
- Довжина: 7,15
- Висота: 1,88
- Розмах крил: 12,2
- Площа крил: 15,36 м ²;
- Злітна маса:
- Двигун: 1×60 л. з
- Максимальна швидкість : 160 км/год
- Тривалість польоту: 12 годин
- Дальність польоту:
- Практична стеля: 4000м.